# Jehor Kartuszow
Jehor Ołeksandrowycz Kartuszow, ukr. Єгор Олександрович Картушов (ur. 5 stycznia 1991 w Sakach, w obwodzie krymskim Ukraińska SRR) – ukraiński piłkarz, grający na pozycji napastnika.

## Kariera piłkarska

### Kariera klubowa
Wychowanek Akademii Piłkarskiej Szachtara Donieck, barwy którego bronił w juniorskich mistrzostwach Ukrainy (DJuFL). W 2007 rozpoczął karierę piłkarską w trzeciej drużynie Szachtara. Na początku 2010 został wypożyczony do Zorii Ługańsk, w składzie której 28 lutego 2010 zadebiutował w Premier-lidze w meczu z Dniprem Dniepropetrowsk. W grudniu 2010 nowy trener Wałerij Jaremczenko zabrał go do Illicziwca Mariupol, gdzie również grał na zasadach wypożyczenia. W lipcu 2011 roku podpisał 2-letni kontrakt z Zorią Ługańsk. Ale nie zagrał żadnego meczu i przez problemy zdrowotne z sercem na początku 2012 opuścił klub z Ługańska. Potem grał za amatorski zespół Kamełot Saki. We wrześniu 2012 podpisał kontrakt z Desna Czernihów.

## Kariera reprezentacyjna
Reprezentacyjną karierę Kartuszow rozpoczął od występów w młodzieżowej juniorskiej reprezentacji Ukrainy, a obecnie jest członkiem kadry U-21.